# Chrysozephyrus souleana
Chrysozephyrus souleana är en fjärilsart som beskrevs av Riley 1939. Chrysozephyrus souleana ingår i släktet Chrysozephyrus och familjen juvelvingar. Inga underarter finns listade i Catalogue of Life.